# Biserica de lemn din Spinești

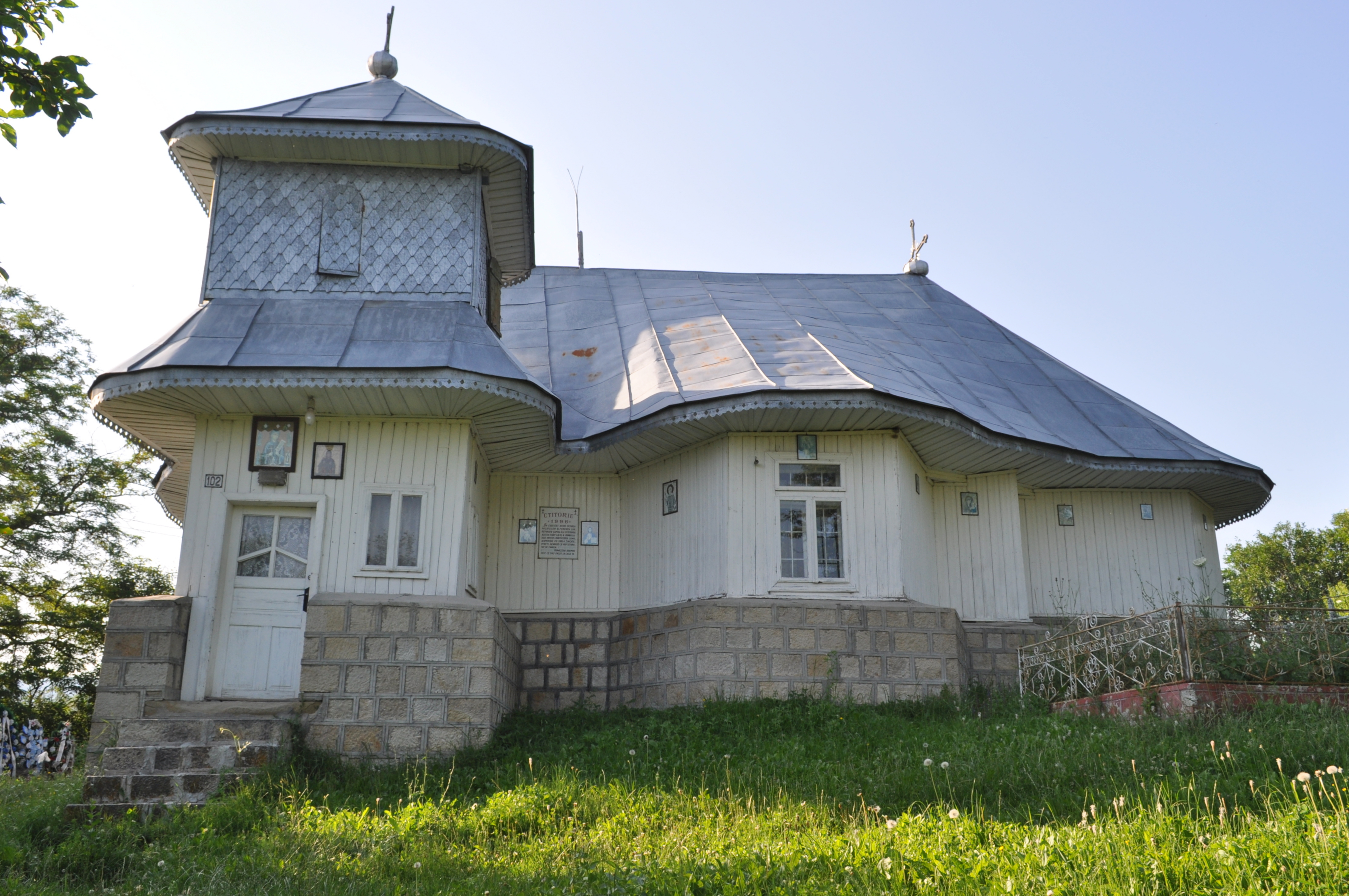
Biserica de lemn „Cuvioasa Paraschiva” din Spinești, comuna Vrâncioaia, județul Vrancea, foto: iulie 2011.

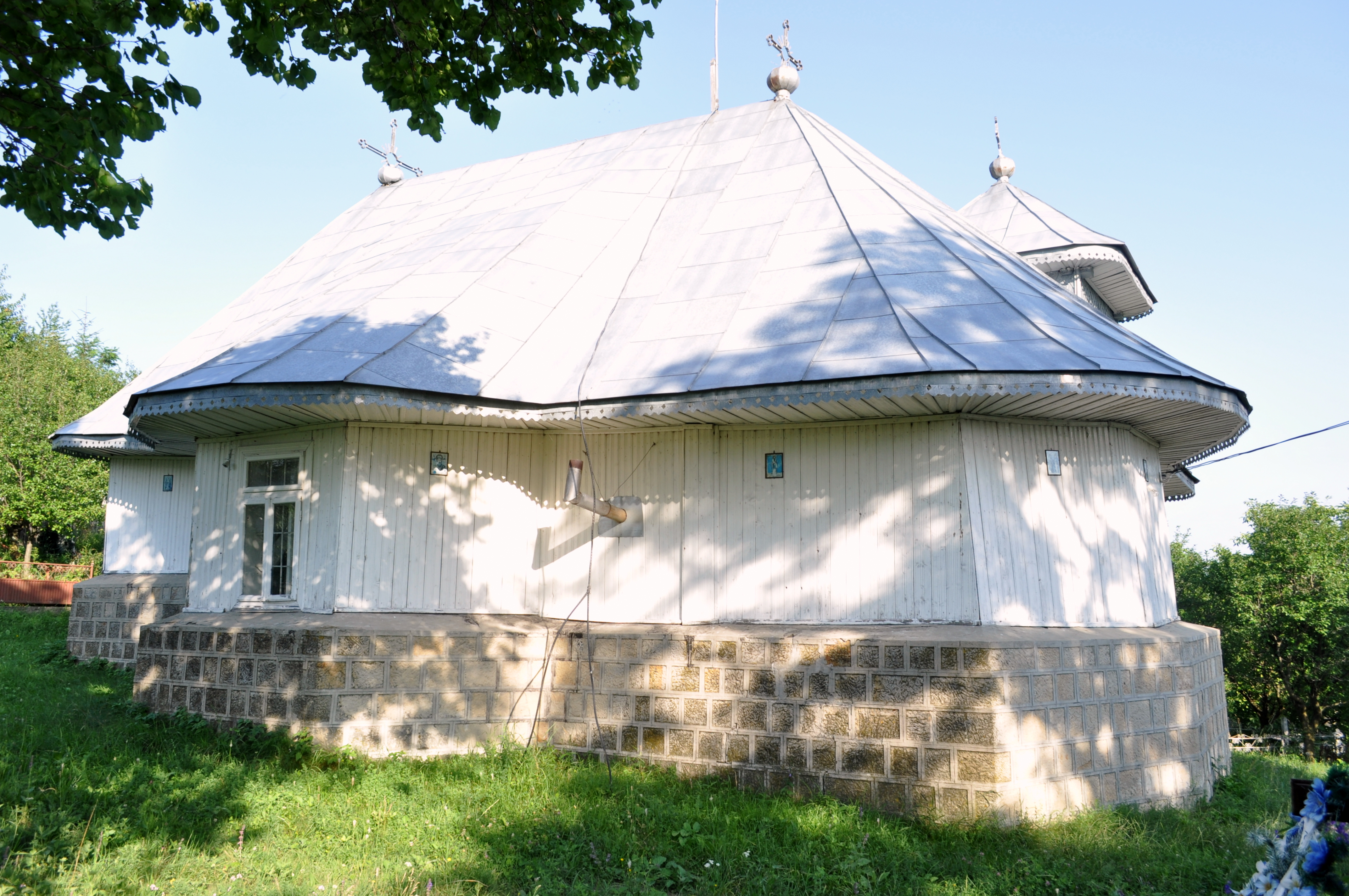
Biserica de lemn „Cuvioasa Paraschiva” din Spinești, comuna Vrâncioaia, județul Vrancea, foto: iulie 2011.

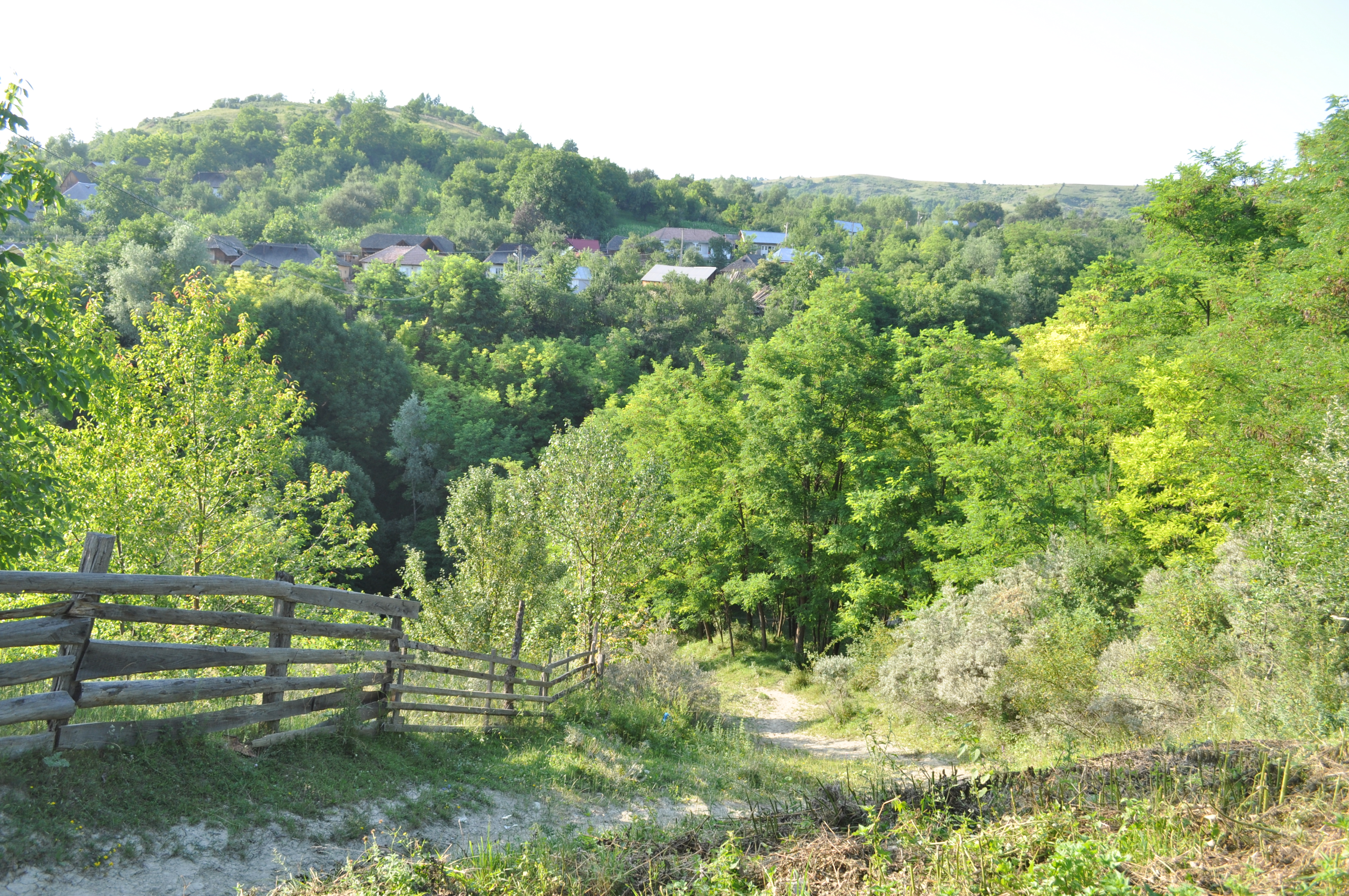
Împrejurimi

Biserica de lemn din Spinești, comuna Vrâncioaia, județul Vrancea a fost ridicată în jurul anului 1789. În ciuda vechimii sale și a numărului redus de biserici vechi de lemn păstrate în Vrancea nu figurează pe Lista Monumentelor Istorice din anul 2010. 

## Istoric și trăsături
Este situată în cimitirul vechi al satului, Planul în formă de cruce plasează biserica „Cuvioasa Paraschiva” din Spinești în a doua jumătate a sec. al XVIII lea. Pentru a întări această afirmație, pe una dintre icoanele bisericii este însemnat „Talasii zugrav - 1789”. Pe unul dintre clopotele bisericii este inscripționat anul 1790.

## Imagini din exterior

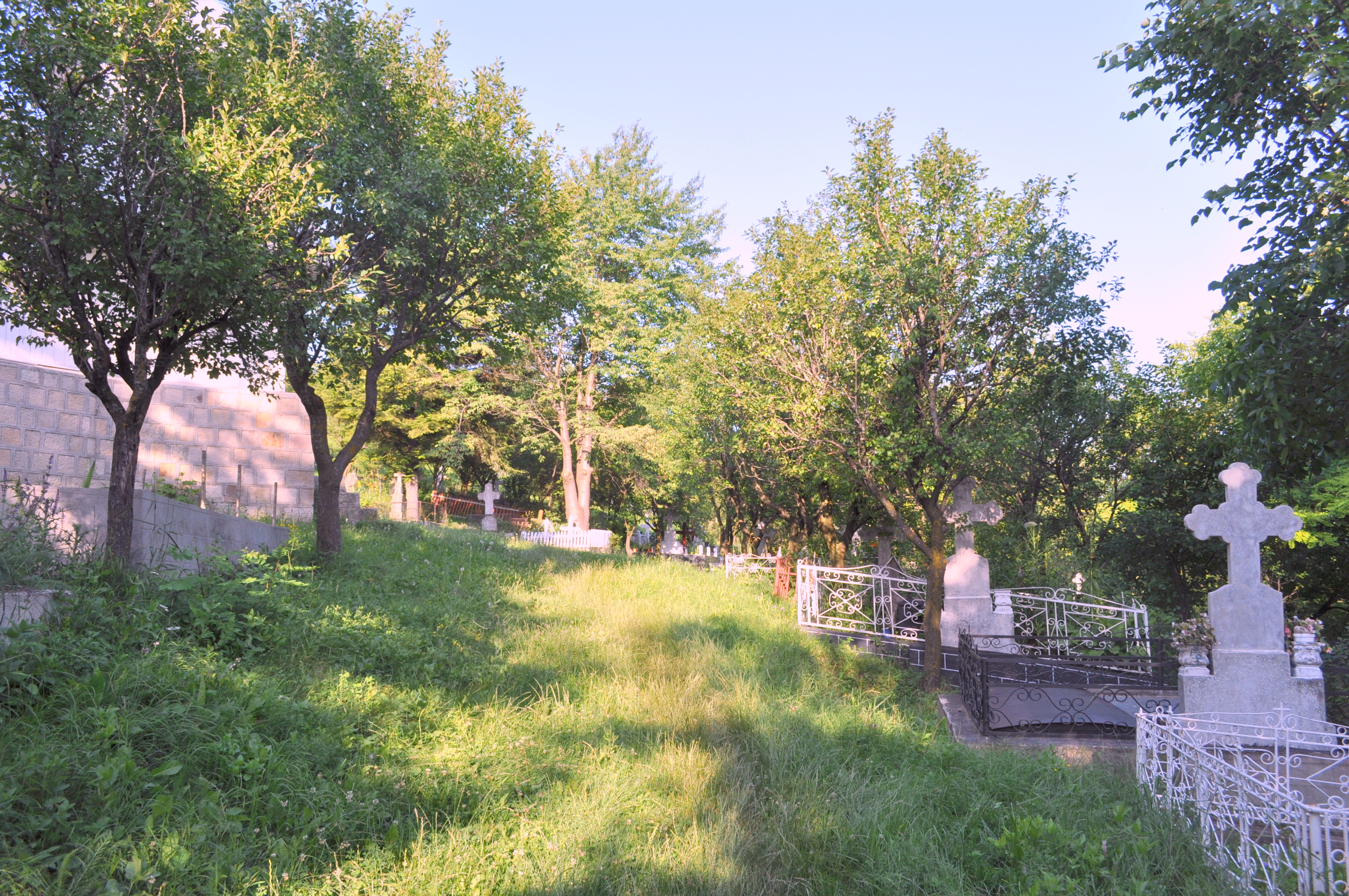
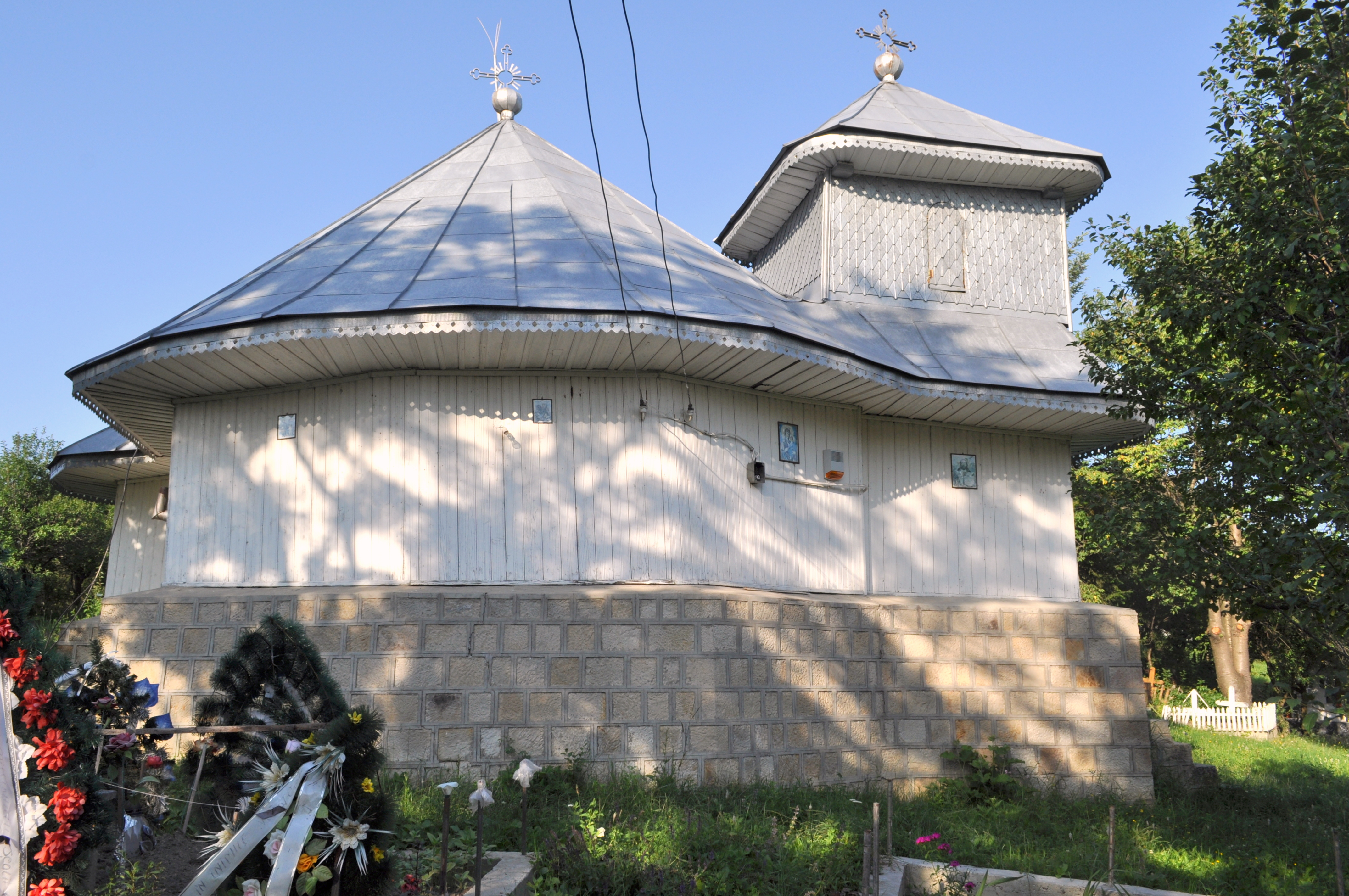
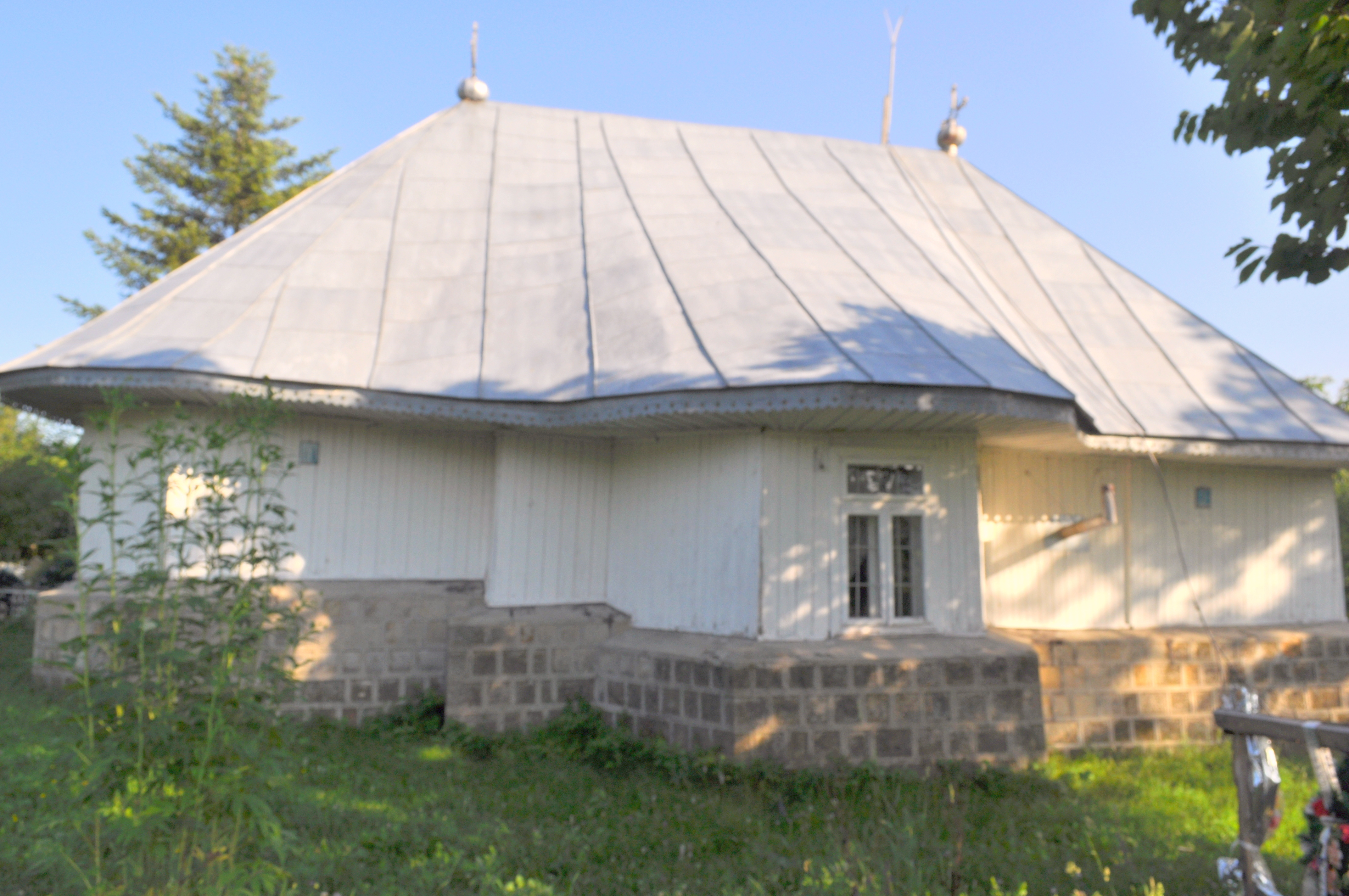
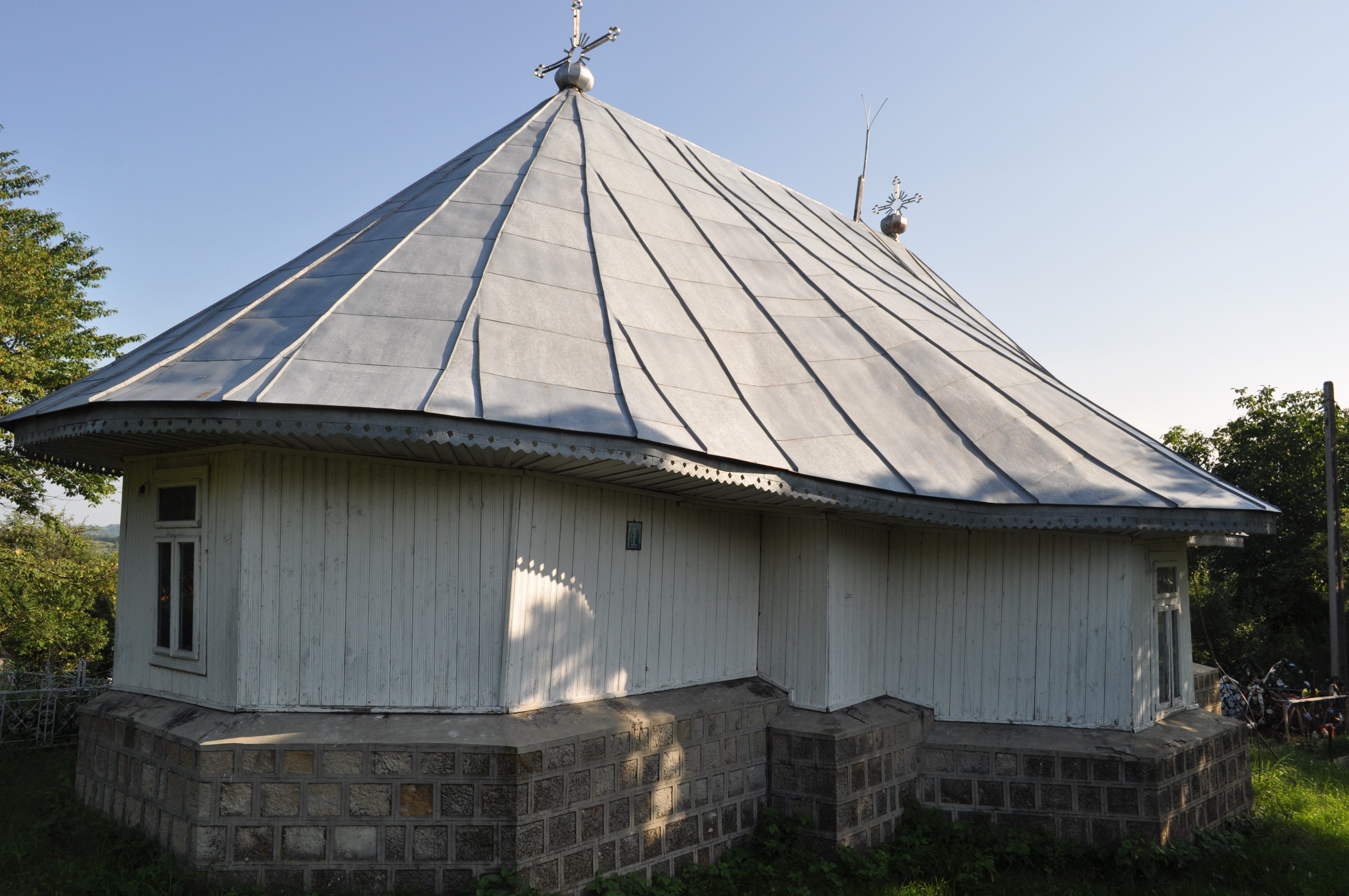
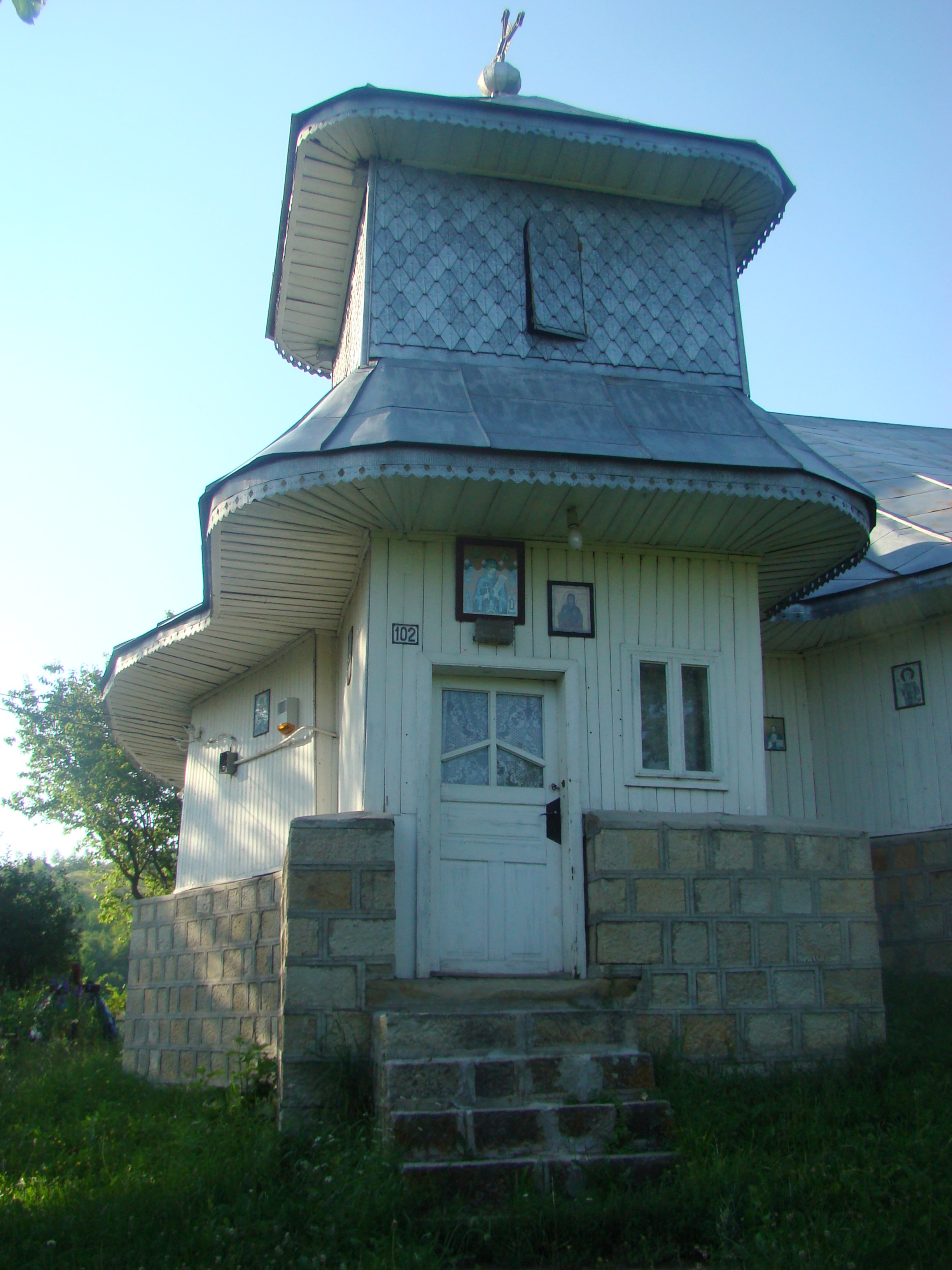
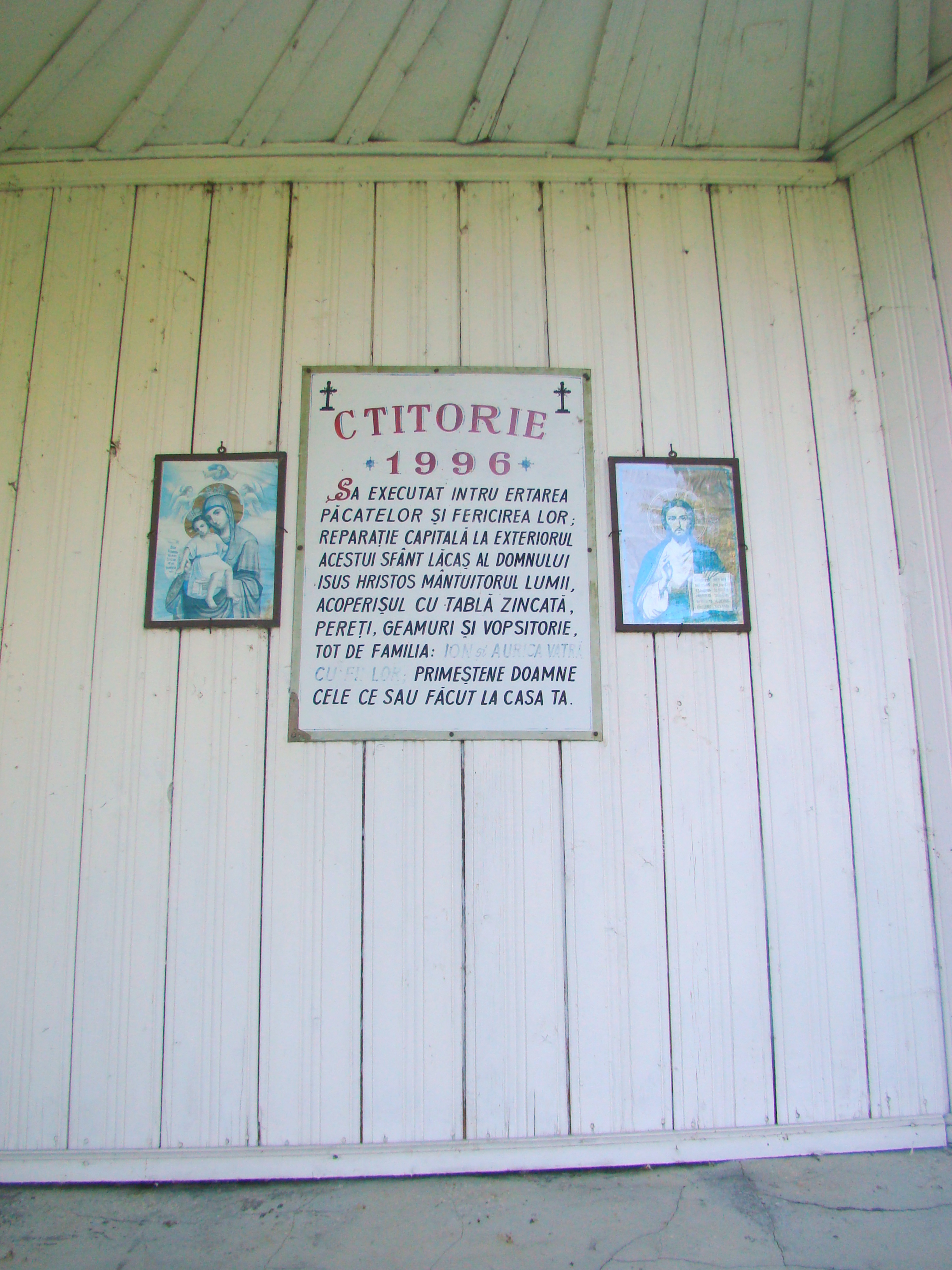
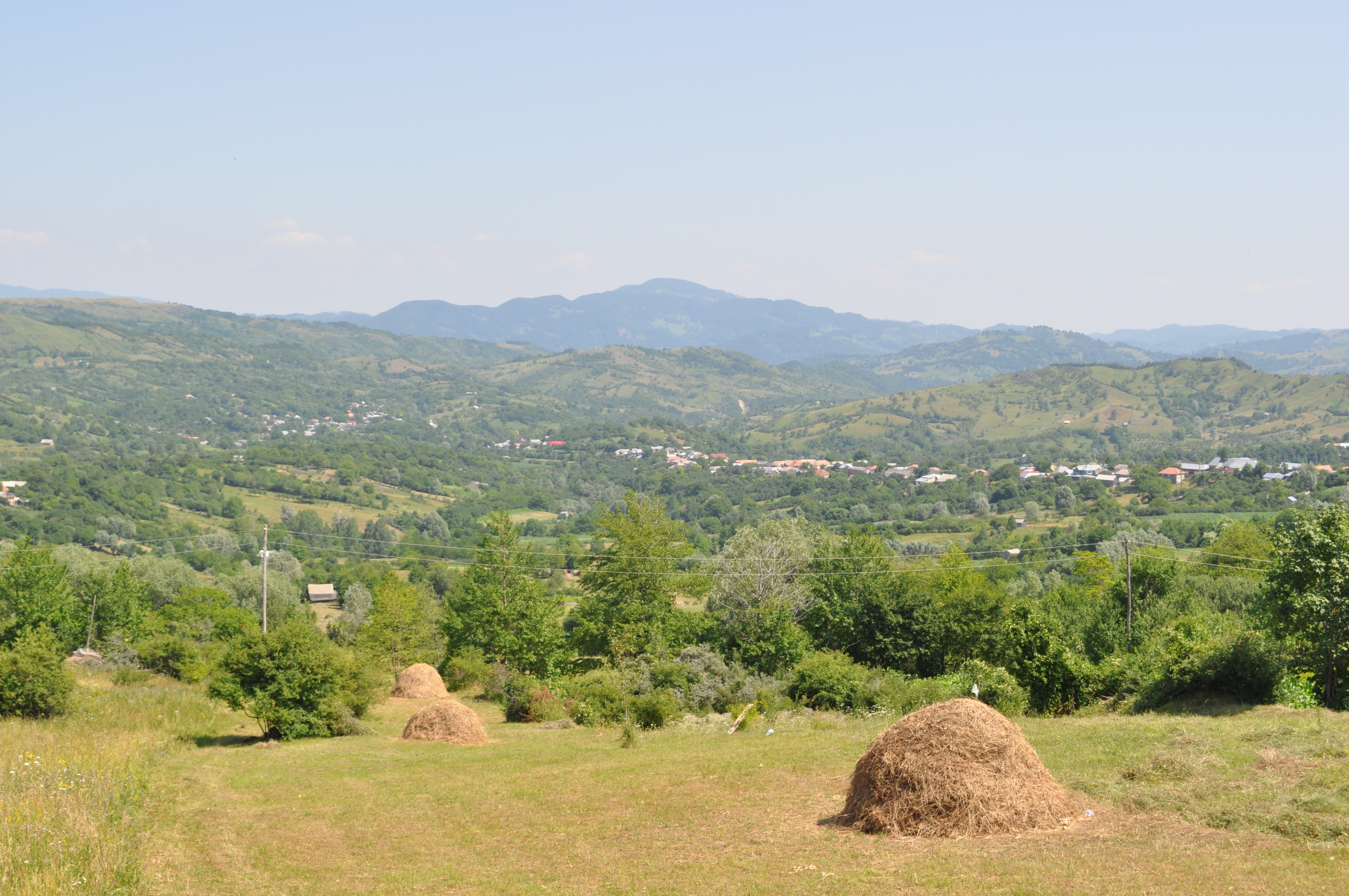